# Palacio Thruepang
El palacio Thruepang es un dzong real de principios del siglo XX en Trongsa, capital del distrito homónimo del centro de Bután. El gobierno del país lo considera un edificio histórico. El acceso a los visitantes está restringido.

## Historia
A nivel histórico, Trongsa es uno de los dzongkhags más importantes del reino, en parte debido a su ubicación estratégica. En este sentido, el dzong de Trongsa, próximo al palacio, ha sido la sede de la parte oriental del país, así como del penlop de Trongsa. En la actualidad, la investidura del príncipe heredero de Bután como penlop se celebra en el propio dzong.
En este contexto, el segundo Druk Gyalpo —«rey dragón»— de Bután, Jigme Wangchuck, mandó levantar el palacio en la década de 1920. Asimismo, fue el lugar de nacimiento del tercer Druk Gyalpo, Jigme Dorji Wangchuck, el 2 de mayo de 1928. Este pasó parte de sus primeros días de infancia viajando entre los palacios Thruepang, Kuenga Rabten y Wangdu Choling. También sirvió como residencia y palacio real secundario para Jigme Wangchuck y la reina Ashi Phuntsho Choden. Desde entonces, el palacio Thruepang todavía se utiliza como residencia real de invierno, en la actualidad utilizada por el rey Jigme Khesar Namgyel Wangchuck.

## Descripción
El palacio Thruepang se sitúa sobre la carretera de Trongsa, cerca de su dzong, y también está en las proximidades del mercado local. El edificio es modesto, cuenta con dos plantas y es más similar a una casa grande que a un palacio en sí mismo. Delante presenta un patio ajardinado y a sus alrededores a pequeñas casas tradicionales que sirven para alojar al séquito real. La estructura sigue la arquitectura butenesa y tiene pinturas con valor artístico e iconográfico. Las lluvias torrenciales, habituales durante el monzón, llegaron a causar desperfectos en el edificio en 2017, por una inundación causada por un arroyo cercano.